# 德国联邦参议院

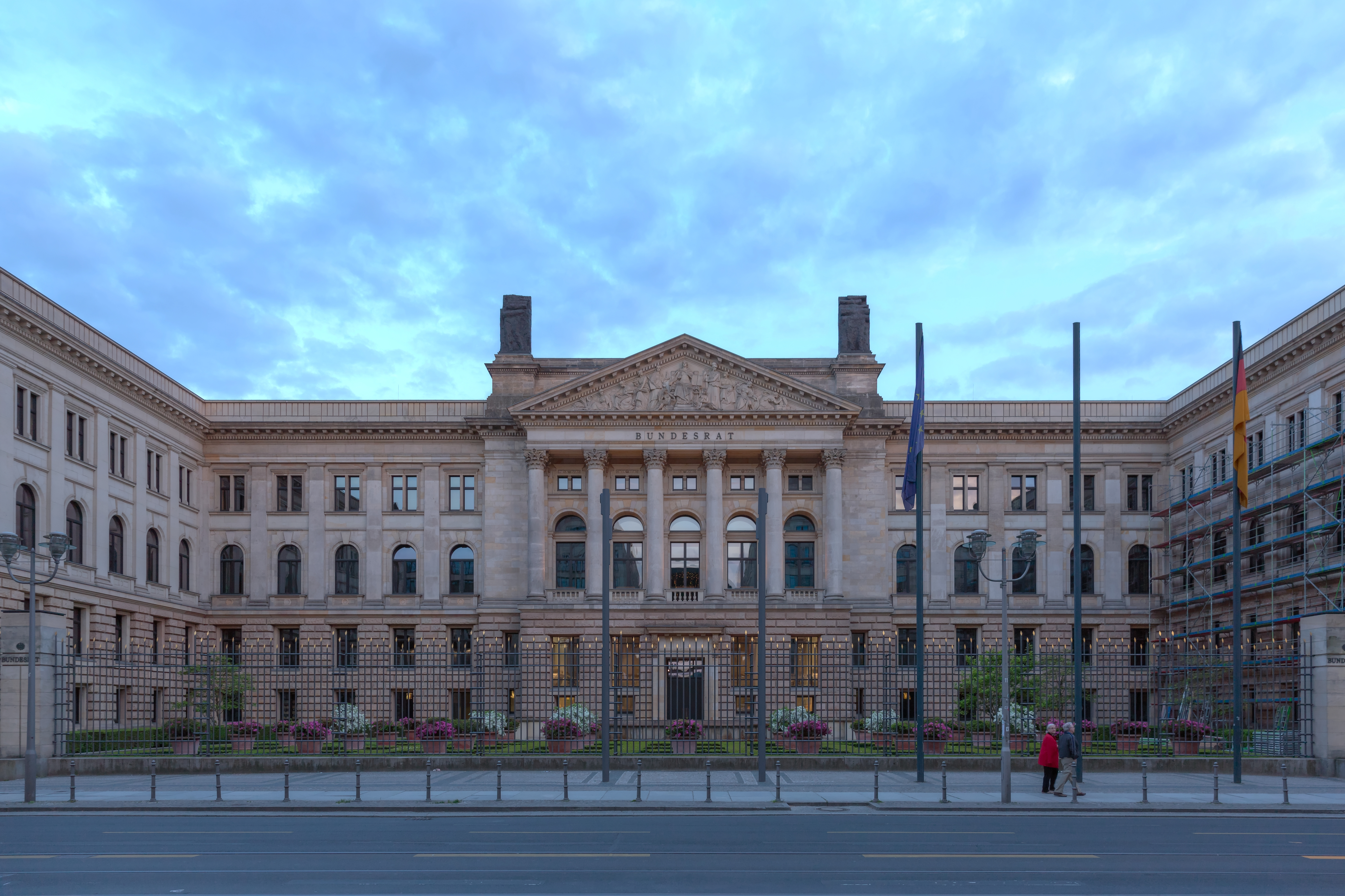
位於柏林的德國联邦参议院

德国联邦參議院是德国的立法机关之一，总席位69个，作为各州政府在联邦中的代表，是德国联邦制国家结构的重要组成部分。各联邦州政府依据《基本法》，通过联邦参议院参与联邦的立法和欧盟事务。联邦参议院没有选举任期，是一个连续的国家权力机关，党派比例随着邦议会的选举而变化；而联邦议院则是任期不连续的国家权力机关，每4年重新选举一次。

## 歷史
北德意志聯邦時期，設立了聯邦議會（Bundesrat），作為讓聯邦各國代表能進行討論的議會。
而在1871年成立的德意志帝國後，它仍然以「帝國議會」和上議院「聯邦議會」（Bundesrat）的形式繼續存在。
1919年過渡到魏瑪共和國期間，名稱改為「Reichsrat」。
1934 年 1 月 30 日被《帝國新憲法法案》廢除。
1949年德意志聯邦共和國成立時，更名為聯邦參議院（Bundesrat），並沿用至今。
此外，瑞士位於伯尔尼的一個立法機構也叫聯邦議會，但区别在于，它同時管辖立法和行政部門，翻譯時會稱為聯邦國會或聯邦委員會。

## 簡介
每個州依其人口多寡，可分得3至6席。其中北莱茵-威斯特法伦邦、巴伐利亚邦、巴登-符腾堡邦和下萨克森邦各有六席，黑森邦有五席，梅克倫堡-西波美拉尼亞邦、薩爾蘭邦、汉堡邦和不莱梅邦各有三席，其余七个邦各有四席。席位对应票数（參議員的產生基于州政府的執政黨或執政聯盟，如巴伐利亞邦的執政黨是基社盟，則六名參議員皆為基社盟），每个邦内部在表决时的意见必须统一。各邦政府可以指派的參議院代表人數不得超過其席位，這些代表通常會包括16個联邦州的州长（Ministerpräsident）。
對於所有的法案，聯邦政府都必需先向聯邦參議院提出。這些法案分成兩種：
- 要通過所有和邦相關的法案，都必需得到聯邦參議院同意。[1]
- 對於所有其他法案，聯邦參議院有權以多數否決，但如果聯邦議院再以多數通過，法案依舊通過。相對的，如果聯邦參議院以三分之二多數否決，則聯邦議院也必需以三分之二多數通過，才能讓法案通過。[2]

联邦参议院议长由各州长轮流担任，每年轮换一次，任期从每年11月1日至次年10月31日。联邦参议院议长在国内外礼仪上享有第三高地位，仅次于联邦总统和联邦议院议长。在联邦总统因病或出国访问期间，联邦参议院议长代行联邦总统职务。

## 各州投票權
總投票權（不含席位）：69
- 图林根：4
- 石勒苏益格-荷尔斯泰因：4
- 萨克森-安哈尔特：4
- 萨克森：4
- 薩爾蘭：3
- 莱茵兰-普法尔茨：4
- 北莱茵-威斯特法伦：6
- 下萨克森：6
- 梅克倫堡-佛波門：3
- 黑森：5
- 漢堡漢薩自由市：3
- 不萊梅自由漢薩城市：3
- 勃兰登堡：4
- 柏林：4
- 巴伐利亞：6
- 巴登-符騰堡：6

每個州至少擁有3個投票權，人口200萬以上為4個，人口600萬以上為5個，人口700萬以上為6個（《德意志聯邦共和國基本法》第51條規定）。
聯邦參議院由各州政府的代表組成。雖然這不是法律要求，但每個州的總理或內閣部長通常都會出席。因此，沒有像聯邦議會那樣選舉議員，也沒有任期的概念。根據審議的法案，代表人數發生變化是正常的（例如，財務法案由財政部長出席，環境問題由環境部長出席），在聯邦議會裏並且沒有固定的成員人數。
全體會議中每個州有六個席位，但所有州的投票權均由一名代表行使。 《基本法》禁止單獨行使投票權。
主席由各州輪流擔任。此外，聯邦議長因死亡、事故等原因無法履行職務，或其職務在任期屆滿前終止時，應由聯邦參議院議長行使職權 。近年來，連續兩任聯邦總統的霍斯特·克勒和克里斯蒂安·武尔夫在任期中途辭職，時任聯邦議院主席延斯·伯恩森和霍斯特·泽霍费尔被迫離職，直至選出新的聯邦總統。行使其權力。
聯邦政府不向各州的代表支付特許權使用費。議會活動的所有費用，包括柏林州秘書處的運作費用，均由各州承擔。

## 歷任議長
- 1949年－1950年：卡爾·阿諾德，北萊茵-威斯伐倫，CDU
- 1950年－1951年：漢斯·埃哈德（英语：Hans Ehard），巴伐利亚，CSU
- 1951年－1952年：辛里奇·威廉·科普夫（英语：Hinrich Wilhelm Kopf），下薩克森，SPD
- 1952年－1953年：萊因霍爾德·麥爾（英语：Reinhold Maier），巴登-符腾堡，FDP
- 1953年－1954年：格奧爾格·奧古斯特·津恩（英语：Georg August Zinn），黑森，SPD
- 1954年－1955年：彼得·阿爾特邁爾，莱茵兰-普法尔茨，CDU
- 1955年－1956年：凱-烏韋·馮·哈塞爾（英语：Kai-Uwe von Hassel），石勒苏益格-荷尔斯泰因，CDU
- 1956年－1957年：庫爾特·西夫金（英语：Kurt Sieveking），漢堡，CDU
- 1957年－1958年：维利·勃兰特[3]，柏林，SPD
- 1958年－1959年：威廉·凱森（英语：Wilhelm Kaisen），不來梅，SPD
- 1959年－1960年：弗朗茨-約瑟夫·羅德（英语：Franz-Josef Röder），薩爾蘭，CDU
- 1960年－1961年：弗朗茨·邁耶斯（英语：Franz Meyers），北萊茵-威斯伐倫，CDU
- 1961年－1962年：漢斯·埃哈德（英语：Hans Ehard），巴伐利亚，CSU
- 1962年－1963年：库尔特·乔治·基辛格，巴登-符腾堡，CDU
- 1963年－1964年：喬治·迪德里希斯（英语：Georg Diederichs），下薩克森，SPD
- 1964年－1965年：格奧爾格·奧古斯特·津恩（英语：Georg August Zinn），黑森，SPD
- 1965年－1966年：彼得·阿爾特邁爾，莱茵兰-普法尔茨，CDU
- 1966年－1967年：赫爾穆特·萊姆克（英语：Helmut Lemke），石勒苏益格-荷尔斯泰因，CDU
- 1967年－1968年：克勞斯·舒茨（英语：Klaus Schütz），柏林，SPD
- 1968年－1969年：赫伯特·維希曼（英语：Herbert Weichmann），漢堡，SPD
- 1969年－1970年：弗朗茨-約瑟夫·羅德（英语：Franz-Josef Röder），薩爾蘭，CDU
- 1970年－1971年：漢斯·科施尼克（英语：Hans Koschnick），不來梅，SPD
- 1971年－1972年：海因茨·庫恩（英语：Heinz Kühn），北萊茵-威斯伐倫，SPD
- 1972年－1973年：阿爾方斯·戈佩爾（英语：Alfons Goppel），巴伐利亚，CSU
- 1973年－1974年：漢斯·菲爾賓格（英语：Hans Filbinger），巴登-符腾堡，CDU
- 1974年－1975年：阿爾弗雷德·庫貝爾（英语：Alfred Kubel），下薩克森，SPD
- 1975年－1976年：阿爾伯特·奧斯瓦爾德（英语：Albert Osswald），黑森，SPD
- 1976年－1977年：伯恩哈德·沃格爾（英语：Bernhard Vogel (politician)），莱茵兰-普法尔茨，CDU
- 1977年－1978年：格哈德·斯托爾滕貝格（英语：Gerhard Stoltenberg），石勒苏益格-荷尔斯泰因，CDU
- 1978年－1979年：迪特里希·斯滔布（英语：Dietrich Stobbe），柏林，SPD
- 1979年－1980年：漢斯-烏爾里希·克洛澤（英语：Hans-Ulrich Klose），漢堡，SPD
- 1980年－1981年：沃納·澤耶爾（德语：Werner Zeyer），薩爾蘭，CDU
- 1981年－1982年：漢斯·科施尼克（英语：Hans Koschnick），不來梅，SPD
- 1982年－1983年：約翰內斯·勞，北萊茵-威斯伐倫，SPD
- 1983年－1984年：弗朗茨·約瑟夫·施特勞斯，巴伐利亚，CSU
- 1984年－1985年：洛薩·施佩特（英语：Lothar Späth），巴登-符腾堡，CDU
- 1985年－1986年：恩斯特·阿爾布雷希特（英语：Ernst Albrecht (politician)），下薩克森，CDU
- 1986年－1987年：霍爾格·伯爾納（英语：Holger Börner），黑森，SPD
- 1987年－1987年：沃爾特·沃爾曼（英语：Walter Wallmann），黑森，CDU
- 1987年－1988年：伯恩哈德·沃格爾（英语：Bernhard Vogel (politician)），莱茵兰-普法尔茨，CDU
- 1988年－1989年：比約恩·恩格霍姆（英语：Björn Engholm），石勒苏益格-荷尔斯泰因，SPD
- 1989年－1990年：瓦尔特·莫波尔，柏林，SPD
- 1990年－1991年：亨寧·福舍勞（英语：Henning Voscherau），漢堡，SPD
- 1991年－1992年：阿爾弗雷德·戈莫爾卡（英语：Alfred Gomolka），梅克倫堡-西波美拉尼亞，CDU
- 1992年－1992年：伯恩特·塞特（英语：Berndt Seite），梅克倫堡-西波美拉尼亞，CDU
- 1992年－1993年：奥斯卡·拉方丹，薩爾蘭，SPD
- 1993年－1994年：克勞斯·韋德梅耶（英语：Klaus Wedemeier），不來梅，SPD
- 1994年－1995年：約翰內斯·勞，北萊茵-威斯伐倫，SPD
- 1995年－1996年：埃德蒙德·斯托伊贝，巴伐利亚，CSU
- 1996年－1997年：埃爾溫·托伊費爾（英语：Erwin Teufel），巴登-符腾堡，CDU
- 1997年－1998年：格哈特·施羅德，下薩克森，SPD
- 1998年－1999年：汉斯·艾歇尔，黑森，SPD
- 1999年：罗兰·科赫，黑森，CDU
- 1999年－2000年：庫特·比登科普夫（英语：Kurt Biedenkopf），萨克森，CDU
- 2000年－2001年：库特·贝克，莱茵兰-普法尔茨，SPD
- 2001年－2002年：克劳斯·沃维雷特，柏林，SPD
- 2002年－2003年：沃爾夫岡·波姆（英语：Wolfgang Böhmer），薩克森-安哈特，CDU
- 2003年－2004年：迪特·奧爾索斯（英语：Dieter Althaus），图林根，CDU
- 2004年－2005年：马蒂亚斯·普拉策克，勃兰登堡，SPD
- 2005年－2006年：彼得·哈利·卡斯特森（英语：Peter Harry Carstensen），石勒苏益格-荷尔斯泰因，CDU
- 2006年－2007年：哈拉爾德·林斯托夫（英语：Harald Ringstorff），梅克倫堡-西波美拉尼亞，SPD
- 2007年－2008年：歐勒·馮·伯思特（英语：Ole von Beust），漢堡，CDU
- 2008年－2009年：彼得·米勒，薩爾蘭，CDU
- 2009年－2010年：延斯·伯恩森，不來梅，SPD
- 2010年－2011年：汉内洛蕾·克拉夫特，北萊茵-威斯伐倫，SPD
- 2011年－2012年：霍斯特·泽霍费尔，巴伐利亚，CSU
- 2012年－2013年：溫弗里德·克雷奇曼，巴登-符腾堡，Grüne
- 2013年－2014年：斯特凡·魏爾，下薩克森，SPD
- 2014年－2015年：福尔克·布菲耶，黑森，CDU
- 2015年－2016年：斯塔尼斯拉夫·提里希，薩克森，CDU